# La Villette (Seine)
La Villette je bývalá francouzská obec v bývalém departementu Seine.

## Poloha
Obec La Villette sousedila s obcemi Paříž (bývalý 5. obvod), La Chapelle, Aubervilliers, Pantin, Le Pré-Saint-Gervais a Belleville.
| Růžice kompasu | La Chapelle | Aubervilliers | Pantin               | Růžice kompasu |
| Růžice kompasu | La Chapelle | Sever         | Le Pré-Saint-Gervais | Růžice kompasu |
| Růžice kompasu | La Chapelle | La Villette   | Le Pré-Saint-Gervais | Růžice kompasu |
| Růžice kompasu | La Chapelle | Jih           | Le Pré-Saint-Gervais | Růžice kompasu |
| Růžice kompasu | Paříž       | Belleville    | Belleville           | Růžice kompasu |

## Toponymie
Jméno Villette pochází z latinského villetta, tedy zdrobněliny pro ves (z latinského villa), tedy „vesnička".

## Historie
Původně zde vznikla galsko-římská vesnice založená při římské cestě, která vedla do Flander (dnes Avenue de Flandre a Avenue Corentin-Cariou). Tato trasa, která se táhla přes rue du Faubourg-Saint-Martin, rue Saint-Martin a rue Saint-Jacques, byla součástí poutní cesty do Compostely přes Orléans (spojení mezi via Gallia Belgica a via Turonensis).
V roce 849 La Villette aux Pauvres již náležela k leprosáriu Saint-Ladre, které se nacházelo jižněji na cestě z Paříže, mezi stezkou obchodníků s rybami a stezkou do Saint-Denis, a bylo založeno klášterem Saint Laurent. Kolem roku 1198 se ves jmenovala Ville Neuve Saint-Ladre, ve 13. století se latinsky nazývala Villeta Sandi Lazari a kolem roku 1426 se označuje jako La Villette-Saint-Ladre-lez-Paris nebo La Villette-Saint-Lazare.
Mniši, majitelé zdejších pozemků, které byly zemědělsky využívány, si zde nechali postavit jakýsi domov odpočinku a důchodců pro mnichy. Ve 12. století bylo leprosárium kláštera Saint-Lazare přestavěno a instituce se stala více nezávislá na klášteru Saint-Laurent. Jeho správu poté převzal maltézský řád vyhnaný ze Svaté země.
Na západě patřilo území mezi Rue de la Religion a Rue de Crimée, k vesnici La Chapelle. Na sever od rue de Crimée a chemin des Flandres se rozprostíraly úrodné pastviny Aubervilliers a za budoucí rue de Nantes pastviny Pantin, které si od konce 12. století pronajímalo pařížské opatství Saint-Martin-aux-Champs, než byly na počátku 13. století postoupeny královskému opatství Saint Denis.
Bratři lazaristé si však svou malou enklávu ponechali, kde vykonávali soudní právo. Na křižovatce dnešní rue de Nantes a avenue de Flandre byl ve 14. století postaven první kostel zasvěcený sv. Jakubovi a sv. Kryštofovi.
Filip II. August nechal postavit podzemní akvadukt, aby přiváděl vodu z Le Pré-Saint-Gervais do kláštera Saint-Lazare.
Vesnice, která měla zemědělský charakter se zaměřením na pěstování pšenice a vinné révy, brzy nabyla na významu, když si zde pařížští měšťané začali zřizovati venkovská sídla.
Nové pařížské hradby postavené v druhé polovině 80. let 18. století, vyznačovaly novou hranici mezi Paříží a La Villette. Mezi Paříží a La Villette vzniklo několik bran:
- brána Vertus na Chemin des Vertus (rue d'Aubervilliers);
- brána Villette na silnici do Flander (avenue de Flandre);
- brána Saint-Martin, známá jako rotunda Villette;
- brána Pantin na cestě do Německa (Avenue Jean-Jaurès);
- brána Boyauderie a Combat na staré cestě do Německa (rue de Meaux).

V roce 1780 byl na hlavní ulici (avenue de Flandre) otevřen hřbitov portugalských Židů. Uzavřen byl v roce 1810, kdy bylo otevřeno židovské oddělení na hřbitově Père-Lachaise.
V roce 1790 se z rozhodnutí Ústavodárného shromáždění z La Villette, tak jako z jiných vsí, stala obec. Dekretem z 12. září 1801 byla La Villette administrativně připojena ke kantonu Pantin.
Vyhláškou z 19. května 1802 Napoleon Bonaparte nařídil vytvoření síť pařížských kanálů, čímž vznikly:
- kanál Ourcq a Bassin de la Villette, uvedené do provozu v roce 1808;
- kanál Saint-Denis, uvedený do provozu v roce 1821.

Vodní doprava přinesla velké změny do malého města, které se z rezidenčního stalo průmyslovým. Město bylo také poznamenáno příchodem železnice, kdy byla v roce 1849 otevřena linka z Paris-Est do Strasbourg-Ville mezi Paříží a Meaux a v roce 1854 pro nákladní dopravu linka Petite Ceinture.
Farní kostel se nacházel na rohu dnešní avenue de Flandre a rue de Nantes. Královský výnos ze 17. listopadu 1837 zmocnil obec k nabytí pozemků pro stavbu nového kostela. Práce začaly v roce 1841 a kostel Saint-Jacques-Saint-Christophe de la Villette byl slavnostně otevřen v roce 1844.
Když byly postaveny na počátku 40. let 19. století Thiersovy pařížské hradby, ocitla se La Villette uvnitř nových hradeb. Pouze malá část území na severu zůstala na druhé straně zdi.
La Villette byla jednou ze čtyř obcí zcela připojených k Paříži zákonem ze 16. června 1859 (spolu s Belleville, Grenelle a Vaugirard) . Byla zahrnuta do nového 19. obvodu a rozdělena mezi jeho čtyři správní obvody. Část jižně a západně od rue de l'Ourcq a severně od rue de Meaux a avenue Jean-Jaurès tvoří čtvrť Villette. Část severně a východně od rue de l'Ourcq a severně od avenue Jean-Jaurès tvoří čtvrť Pont-de-Flandre. Malá část jižně od Avenue Jean-Jaurès je rozdělena mezi čtvrť Combat (západně od Rue de Crimée) a čtvrť Amérique (východně od Rue de Crimée).